# Brachypelma
Brachypelma je rod sklípkanů, který byl vytvořen v roce 1891 francouzským arachnologem Eugènem Simonem (1848–1924) a zahrnoval nejprve jen jeden druh Brachypelma emilia, který byl doposud klasifikován jako Mygale emilia. O několik let později, v roce 1903, tento rod další významný arachnolog Pocock rozšířil o 4 další druhy, které sem přeřadil z rodu Eurypelma. Jednalo se o druhy B. albiceps, B. pallidum, B. smithi a B. vagans. V současnosti je do rodu Brachypelma řazeno 8 druhů, vyskytujících se v Mexiku a Střední Americe. Nedávná revize rodu pomocí nástrojů molekulární biologie ovšem naznačuje, že tento počet nemusí být konečný. Je pravděpodobné, že druhy B. smithi a B. annitha, které jsou si vzhledově velmi podobné, vlastně nejsou samostatné druhy, ale jen různé formy B.smithi. Další důkladné studie vedly k vyčlenění některých druhů do nového rodu Tliltocatl; konkrétně jde o T. albopilosum, T. epicureanum, T. kahlenbergi, T. sabulosum, T. schroederi, T. vagans a T. verdezi.
Atraktivní vzhled sklípkanů tohoto rodu vedl v osmdesátých a devadesátých letech 20. století k prudce narůstajícímu zájmu chovatelů zejména v USA, Číně a v Evropě. Sklípkani byli do té doby místními obyvateli likvidováni na potkání, jejich nory byly často vypalovány. Když však místní zjistili, že se dají dobře zpeněžit, začali být ve velkých množstvích odchytáváni a prodáváni na místních tržištích a vyváženi do celého světa. To vedlo k poklesu jejich populací v některých oblastech a proto byl celý rod Brachypelma zařazen na seznam druhů chráněných Úmluvou o mezinárodním obchodu s ohroženými druhy volně žijících živočichů a rostlin (zkráceně CITES).
Odchyt v přírodě byl sice omezen, ovšem zemědělci se opět vrátili k ničení nor a zabíjení sklípkanů v přírodě. Nepovolený odchyt a pašování z Mexika však údajně stále pokračuje. Tito sklípkani se v zajetí poměrně snadno rozmnožují, takže populace chované v zajetí jsou velké a stabilní. Časté a úspěšné odchovy vedly ke snížení cen sklípkanů a podstatné zlepšení jejich dostupnosti. Často však dochází k příbuzenskému křížení, které snižuje variabilitu chovaných jedinců a pravděpodobně povede k jejich degeneraci. Občas také dochází ke křížení blízce příbuzných druhů, někdy nevědomky, jindy záměrně, což genetickou variabilitu sklípkanů držených v chovech degraduje ještě více. Regulace CITES je proto často vnímána jako kontraproduktivní a nesmyslná, neboť sice brání vývozu a mezinárodnímu obchodu se sklípkany rodu Brachypelma, ale nechrání pavouky na původních lokalitách a zároveň výrazně omezuje možnosti chovatelů udržet variabilitu a čistotu genofondu.
Toxicita
Většina pavouků patří mezi aktivní lovce, kteří usmrcují nebo paralyzují svou kořist jedem produkovaným v jedových žlázách. Do těla kořisti je vypouštěn kanálky v drápcích chelicer. Pavoučí jedy jsou evolučně vyvinuty především pro lov kořisti vhodné velikosti, tzn. především jiných bezobratlých. Pro vyšší obratlovce a člověka tak nejsou životně nebezpečné, nehledě na to, že množství jedu produkované drobným pavoukem je velmi malé. Toto platí i pro sklípkany, u nichž je produkce jedu vzhledem k jejich velikosti pochopitelně větší. Přesto ani sklípkany rodu Brachypelma nepovažujeme za nebezpečné živočichy. Jejich kousnutí však může být dosti bolestivé a v některých případech může vést ke zdravotním komplikacím vyžadujícím zásah lékaře. Kousnutí bývá provázeno křečemi a otoky, které mohou přetrvávat v řádu dní až týdnů. Většina sklípkanů rodu Brachypelma jsou téměř neagresivní. Pokud se sklípkan cítí v nebezpečí, či má špatné podmínky pro život, ve většině případů vystřeluje chloupky nacházející se na jeho zadečku. Pokud však sklípkana dostatečně vyprovokujete je velmi malá šance že vás kousne.
V jedu sklípkanů rodu Brachypelma byla identifikována celá řada toxinů, zahrnujících nízkomolekulární látky, peptidy a proteiny. Jednotlivé složky jedu mají odlišně funkce, jako např. paralýza, aktivace nebo inhibice iontových kanálů a receptorů. V pavoučím jedu bylo identifikována více než 500 bioaktivních peptidů s molekulovou hmotnou nižší než 10 kDa. V jedu B. albopilosum byl například nedávno identifikován neurotoxický peptid brachyin. Je tvořem 41 aminokyselinami a vykazuje silný toxický účinek na šváby. U pokusných myší vyvolává brachyin analgetické účinky. Je také omezeně schopen zastavovat dělení nádorových buněk v kultuře. Jiné peptidové toxiny izolované z jedu B. albiceps a B. smithi zase vykazovaly insekticidní aktivitu a způsobovaly nekrózu hmyzích buněk.

## Druhy rodu
- Brachypelma albiceps Pocock, 1903
- Brachypelma andrewi Schmidt, 1992
- Brachypelma annitha Tesmoingt, Cleton & Verdez, 1997
- Brachypelma auratum Schmidt, 1992
- Brachypelma aureoceps (Chamberlin, 1917)
- Brachypelma baumgarteni Smith, 1993
- Brachypelma boehmei Schmidt & Klaas, 1993
- Brachypelma emilia (White, 1856)
- Brachypelma fossorium Valerio, 1980
- Brachypelma hamorii Tesmoingt, Cleton & Verdez, 1997
- Brachypelma klaasi (Schmidt & Krause, 1994)
- Brachypelma smithi (F. O. P.-Cambridge, 1897)
- Brachypelma schroederi (Rudloff, 2003)